# سكين

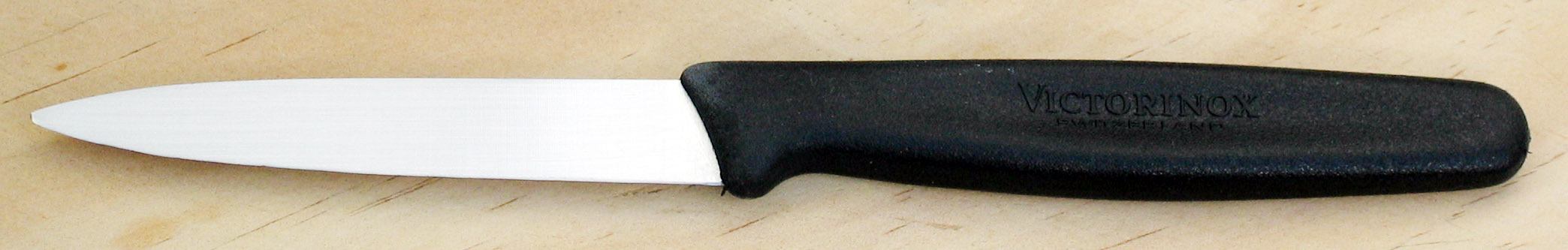
سكين.

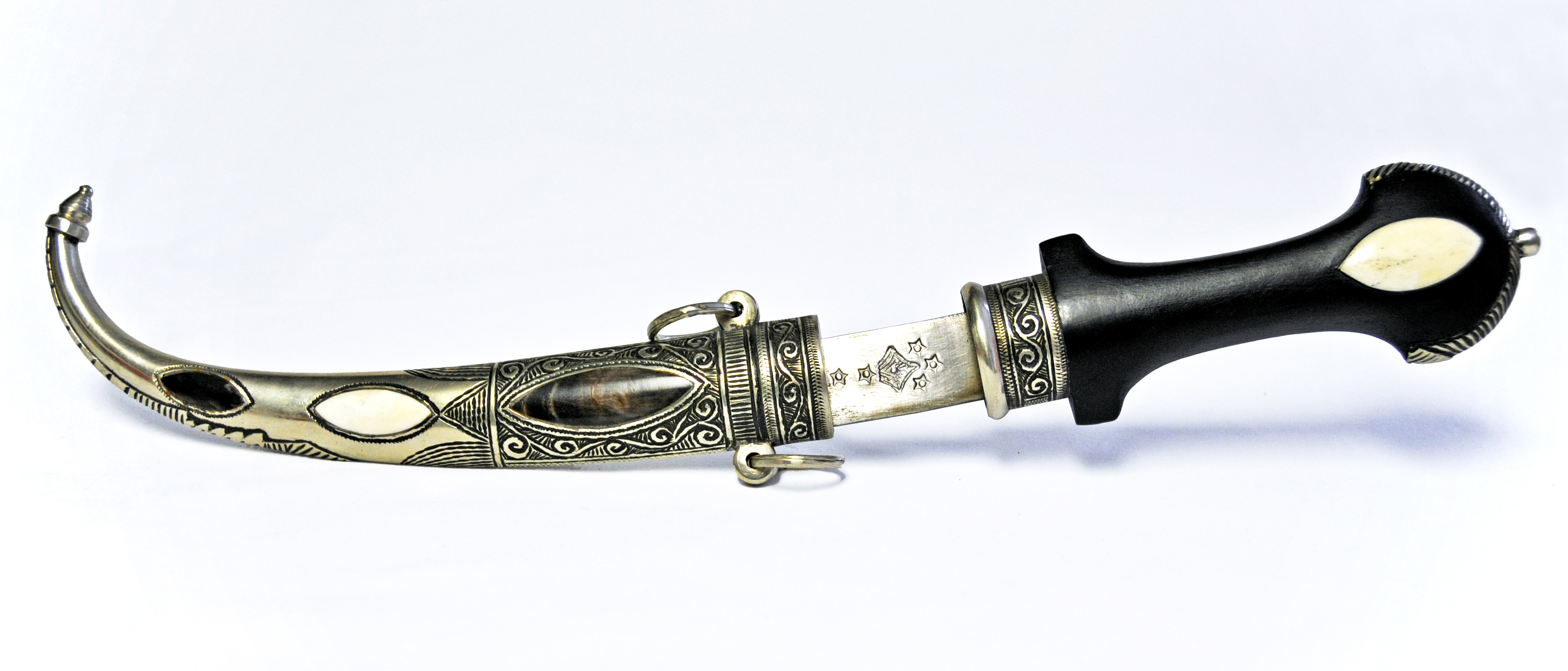
خنجر مغربي.

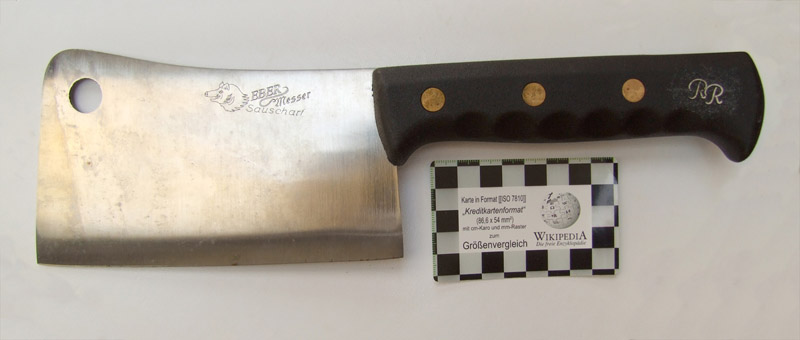
مزبر (تقطيع العظم)

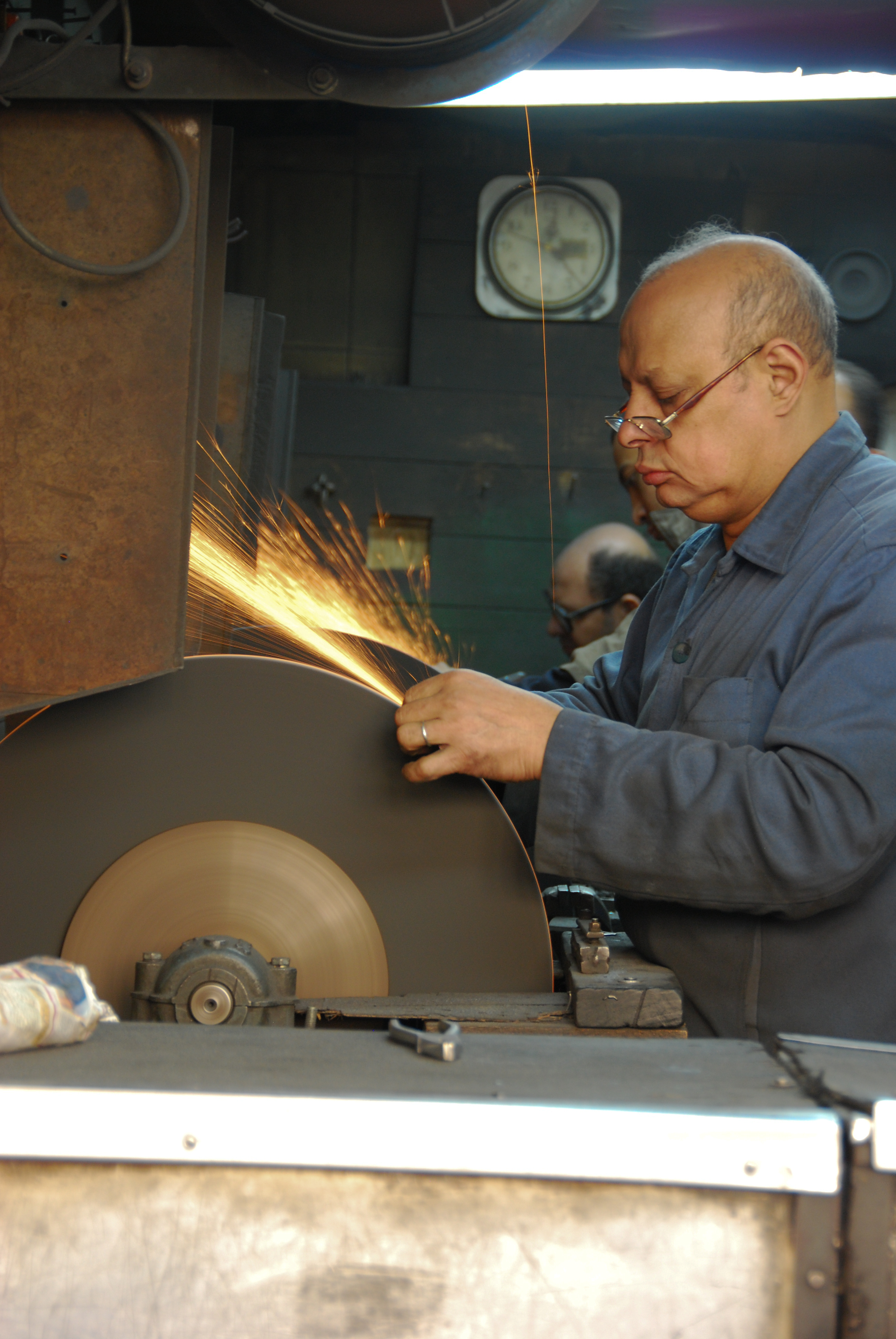
الجزار يجعل ساطوره حاداً.

السِّكِين أو السِّكِينَة (الجمع: سَكَاكِيْن، سِكِّيْنَات) أو المُدْيَة (الجمع: مُدَى ومُدْيَات) هي أداة تستخدم للقطع وتقطيع اللحم وذبح الحيوانات والقتال والدفاع عن النفس، وتصنع السكاكين من أفضل أنواع المعادن فتشحذ ويركب لها ممسك من الخشب أو البلاستك أو من أي مادة أخرى مناسبة.
لا يخلو منزل من السكاكين بأشكالها المختلفة ففي أي مطبخ عدد منها بأشكال وأحجام مختلفة، كما أنه على كل مائدة طعام توضع عدة أنواع منها، فواحدة لتقطيع اللحم من الصحن الرئيسي وأخرى لدهن الزبدة على الخبز وتقطيعه وأخرى لتقطيع السمك وغيرها لتقطيع الدجاج وغيرها، وتستخدم سكاكين بلاستيكية ذات منشار على متن الطائرات وفي السفرات ومطاعم الخدمات السريعة.
بعض أنواع السكاكين مشهورة للغاية عالميًّا مثل السكين السويسري كما في الصور؛ كونها متعددة الأغراض والاستخدامات، كما هناك سكاكين قتالية يستخدمها الجنود والمقاتلون وهي كما في الصورة .